# 正田富美子
正田 富美子（しょうだ ふみこ、1909年〈明治42年〉9月29日 - 1988年〈昭和63年〉5月28日）は、20世紀の日本人女性。日清製粉社長・正田英三郎の妻。上皇后美智子の母。今上天皇の外祖母に当たる。旧姓：副島。旧名：富美。

## 生涯
中支那振興の常務理事であった副島綱雄の長女として生まれる。上海の日本人北部小学校に通学していた。その後、麹町区の雙葉高等女学校を卒業した。
1929年（昭和4年）春、19歳のときに後の日清製粉会長となる正田英三郎と結婚。英三郎との間には2男2女をもうける。1959年（昭和34年）に長女の美智子が、民間人として初めて皇太子明仁と結婚して皇族となった。1988年（昭和63年）5月28日、入院していた聖路加国際病院で腎不全のため死去（満78歳没）。